# Calders (kommun)
Calders är en kommun i Spanien.   Den ligger i provinsen Província de Barcelona och regionen Katalonien, i den östra delen av landet, 500 km öster om huvudstaden Madrid. Antalet invånare är 955. Arean är 33 kvadratkilometer. Calders gränsar till Artés, Avinyó, Moià, Monistrol de Calders, Talamanca och Navarcles. 
Terrängen i Calders är kuperad österut, men västerut är den platt.